# Lợi ích tốt nhất
Lợi ích tốt nhất hoặc lợi ích tốt nhất của trẻ em là một nguyên tắc quyền trẻ em, xuất phát từ Điều 3 của Công ước Liên hợp quốc về quyền trẻ em, trong đó nói rằng, trong tất cả các hành động liên quan đến trẻ em, cho dù được thực hiện bởi các tổ chức phúc lợi xã hội công cộng hay tư nhân, tòa án của pháp luật, cơ quan hành chính hoặc cơ quan lập pháp, lợi ích tốt nhất của đứa trẻ sẽ được xem xét làm chính. Đánh giá lợi ích tốt nhất của trẻ có nghĩa là đánh giá và cân bằng tất cả các yếu tố cần thiết để đưa ra quyết định trong một tình huống cụ thể cho một trẻ hoặc cho một nhóm trẻ cụ thể.

## Định nghĩa
Theo Công ước Liên Hợp Quốc về Quyền trẻ em, đánh giá lợi ích tốt nhất của trẻ có nghĩa là đánh giá và cân bằng tất cả các yếu tố cần thiết để đưa ra quyết định trong một tình huống cụ thể đối với một trẻ em hoặc một nhóm trẻ em cụ thể. Do sự đa dạng của các yếu tố cần xem xét, thường có nhiều hơn một ngành nghề hoặc tổ chức tham gia vào quá trình đánh giá, tập hợp nhiều quan điểm và lĩnh vực chuyên môn khác nhau từ quốc gia xuất xứ và quốc gia đến, và đặc biệt là theo quan điểm của trẻ.
Các khía cạnh sau đây có liên quan đến lợi ích tốt nhất của trẻ:
- Quan điểm và nguyện vọng của đứa trẻ;
- Danh tính của đứa trẻ, bao gồm tuổi và giới tính, lịch sử cá nhân và lý lịch;
- Sự chăm sóc, bảo vệ và an toàn của trẻ;
- Sức khỏe của đứa trẻ;
- Môi trường gia đình, quan hệ gia đình và liên lạc;
- Liên lạc về mặt xã hội của trẻ với bạn bè và người lớn;
- Các tình huống dễ bị tổn thương, tức là những rủi ro mà đứa trẻ đang phải đối mặt và các nguồn bảo vệ, khả năng phục hồi và trao quyền cho trẻ;
- Kỹ năng và năng lực phát triển của trẻ;
- Các quyền và nhu cầu liên quan đến sức khỏe và giáo dục;
- Sự phát triển của đứa trẻ và việc chuyển dần dần sang tuổi trưởng thành và một cuộc sống độc lập;
- Bất kỳ nhu cầu cụ thể khác của trẻ.[2]

## Đánh giá
Đánh giá lợi ích tốt nhất có thể được tiến hành không chính thức và đột xuất hoặc như các quy trình chính thức. Đánh giá xem xét các vấn đề hàng ngày và quyết định với ý nghĩa nghiêm trọng ít nhiều cho đứa trẻ. Lợi ích tốt nhất của trẻ có thể thay đổi đáng kể theo thời gian khi trẻ lớn lên và các tình huống cũng như năng lực của chúng phát triển, vì vậy lợi ích tốt nhất của chúng 'có thể cần phải được đánh giá lại theo định kỳ.